# Offa merciai király
Offa (neve angolszászul: Offa Miercna Cyning), († 796. július 26./29.) Mercia királya 757–796 között; Dél-Anglia politikai egységét az angolszász korszak (V–XI. sz.) addigi legmagasabb fokára emelte. Kapcsolatokat épített ki az európai kontinens uralkodóival. A hét angolszász király közül az ő uralkodása alatt vált Mercia a legerősebbé.

## Élete, uralkodása
Thingfrith fia, Eawa király (†642) ükunokája. Rokona, Athelbald király halála után, polgárháborúban szerezte meg a hatalmat. Miután könyörtelenül megtörte a Merciában és a szomszédos területeken levő kisebb királyok, királyságok ellenállását, egyetlen államban egyesítette a mai Yorkshire-tól délre fekvő Anglia nagy részét. A térség kisebb királyai hódolattal adóztak Offának, ő pedig leányait Wessex és Northumbria uralkodóihoz adta feleségül. 779-ben legyőzte Wessexet, 780-ban hatalmába kerítette Sussexet, 784-ben Kentet, 794-ben döntő befolyást nyert Kelet-Angliában. Fegyverei erejét megismerték a kelta walesiek is, akik ellen – a krónikás Asser (†910) szerint – felépíttette a részben mai napig álló, az angol–walesi határvidéken tengertől tengerig húzódó védárkot (az ún. Offa-falát). A király új típusú pénzérméket veretett, amelyek az ő nevén és címén kívül, a pénzverő nevét is feltüntették. (Ez évszázadokra meghatározta az angol pénzverés módját.)
Arra törekedett, hogy az európai kontinens uralkodói egyenrangú félként ismerjék el. Nagy Károly frank király kezdetben viszálykodott vele, de végül 796-ban kereskedelmi megállapodást kötött Offával. Jó viszonyt épített ki I. Adorján pápával is, akinek lehetővé tette, hogy megszilárdítsa jogkörét az angliai egyház felett. Ugyanakkor a pápa megengedte, hogy Offa érsekséget létesítsen Lichfieldben. E figyelemreméltó, bár csak időszakos változás nyomán a merciai egyház kikerült a canterburyi érsek fennhatósága alól, akinek székhelye Kent királyságában, Offa ellenfeleinek területén volt.
A királyt halála után fia, Ecgfrith követte a trónon, a lichfieldi érsekség megszűnt és újra Canterbury fennhatósága alá került.

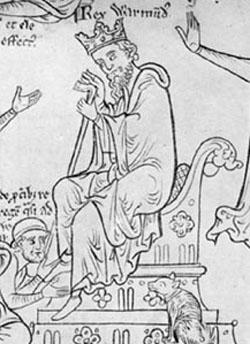
Offa

A Brit-szigetek Offa uralkodása idején

## Gyermekei
Feleségétől, Cynethrythtől (†798 után) a következő gyermekek születtek:
- Ecgfrith
- Eadburh
- Æthelburh
- Ælflæd
- Æthelswith